# Rubbestadneset
Rubbestadneset este o localitate din comuna Bømlo, provincia Hordaland, Norvegia, cu o suprafață de 1 km² și o populație de 1.205 locuitori (2013).